# Ecuador Open Quito
Ecuador Open Quito – męski turniej tenisowy kategorii ATP World Tour 250 zaliczany do cyklu ATP World Tour, rozgrywany na ceglanych kortach w ekwadorskim Quito w latach 2015–2018.

## Mecze finałowe

### gra pojedyncza mężczyzn
| Rok  | Zwycięzca               | Finalista            | Wynik               |
| 2018 | Roberto Carballés Baena | Albert Ramos-Viñolas | 6:3, 4:6, 6:4       |
| 2017 | Víctor Estrella         | Paolo Lorenzi        | 6:7(2), 7:5, 7:6(6) |
| 2016 | Víctor Estrella         | Thomaz Bellucci      | 4:6, 7:6(5), 6:2    |
| 2015 | Víctor Estrella         | Feliciano López      | 6:2, 6:7(5), 7:6(5) |

### gra podwójna mężczyzn
| Rok  | Zwycięzcy                             | Finaliści                         | Wynik          |
| 2018 | Nicolás Jarry Hans Podlipnik-Castillo | Austin Krajicek Jackson Withrow   | 7:6(6), 6:3    |
| 2017 | James Cerretani Philipp Oswald        | Julio Peralta Horacio Zeballos    | 6:3, 2:1 krecz |
| 2016 | Pablo Carreño-Busta Guillermo Durán   | Thomaz Bellucci Marcelo Demoliner | 7:5, 6:4       |
| 2015 | Gero Kretschmer Alexander Satschko    | Víctor Estrella João Souza        | 7:5, 7:6(3)    |